# أوغين ماير
أوغين ماير (مواليد 30 أبريل 1930) هو لاعب كرة قدم. يلعب مع منتخب سويسرا لكرة القدم. سبق له أن لعب في كأس العالم لكرة القدم مع منتخب بلاده.

## روابط خارجية
- أوغين ماير على موقع الاتحاد الدولي (مؤرشف)  (الإنجليزية)
- أوغين ماير على موقع قاعدة بيانات كرة القدم.إي يو (الإنجليزية)
- أوغين ماير على موقع ناشيونال فوتبول تيمز (الإنجليزية)
- أوغين ماير على موقع Soccerway.com (الإنجليزية)
- أوغين ماير على موقع عالم كرة القدم.نت (الإنجليزية)
- أوغين ماير على موقع GSA (الإنجليزية)